# لويس فيليبس (منافس ألعاب قوى)
لويس فيليبس (بالفرنسية: Louis Philipps)‏ هو منافس ألعاب قوى فرنسي، (و. 1904  م).

## وصلات خارجية
- لويس فيليبس على موقع أوليمبيديا (الإنجليزية)